# سراج الدولة
ميرزا محمد بن هاشم بن أحمد بن محمد سراج الدولة (1733 - 2 يوليو 1757) آخر نواب البنغال المستقلين، حكم لمدة سنة واحدة، وكانت نهاية حكمه بمثابة البداية لحكم شركة الهند الشرقية على البنغال، وفي وقت لاحق على كامل شبه القارة الهندية تقريبًا.
تولى سراج نواب البنغال في 9 أبريل 1756، بعد وفاة جده لأمه علي وردي خان، وعمره 23 عامًا، انهزم سراج في معركة بلاسي بتاريخ 23 يونيو 1757 بعد أن خانه قائد جيشه مير جعفر، نتيجة لهذه الهزيمة غزت قوات شركة الهند الشرقية البريطانية بقيادة روبرت كلايف البنغال وأحكمت السيطرة عليه لتصبح كامل الإدارة بيد الشركة، حاول سراج الدولة الهرب لكن مير جعفر قبض عليه واقتاده إلى مقر إقامته، حيث سجنه ثم أعدمه في 2 يوليو 1757.

## نشأته

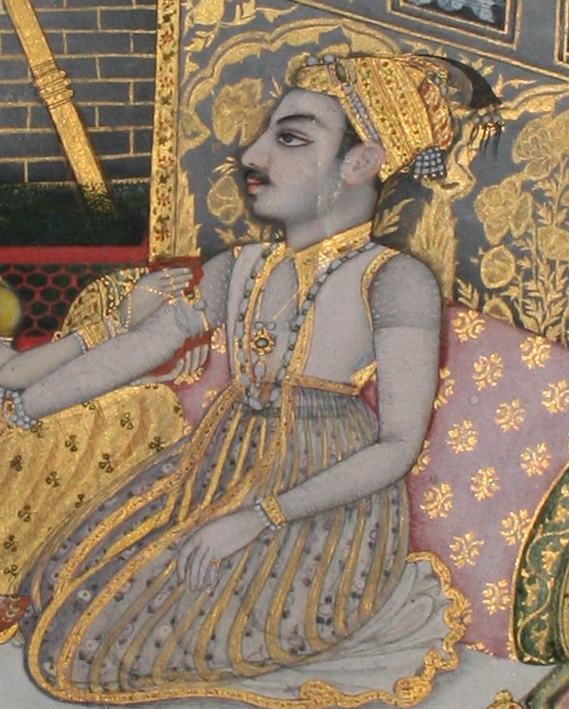
سراج الدولة

ولد سراج لعائلة زين الدين ميرزا محمد هاشم وأمينة بيغم في سنة 1733، وبعد ولادته بفترة قصيرة، عُيّن جده لأمه علي وردي خان، نائبًا لحاكم ولاية بهار، أمينة بيغوم الابنة الصغرى لعلي وردي خان، تكون عمة لمير جعفر. والد سراج هو ميرزا محمد هاشم الابن الأصغر للحاج أحمد ميرزا الأخ الأكبر لعلي وردي خان، جد سراج ميرزا محمد مدني من أصل عربي، وكان أخًا من الرضاعة للإمبراطور المغولي أورنكزيب؛ بدأ ميرزا محمد حياته نديمًا للأمير المغولي عزام شاه بن أورنكزيب.   تنتمي جدته الكبرى إلى قبيلة أفشار التركمانية الخراسانية، من خلالها أصبح ابن أخت لشجاع الدين محمد خان نواب البنغال في الفترة الممتدة من سنة 1727 إلى 1739.  
يعتبر سراج ابن الأسرة المدلل، وتلقى اهتمامًا خاصًا من جده علي وردي خان ونشأ في قصر نواب البنغال مع كل ما يلزم من تعليم وتدريب مناسب لحاكم البنغال المستقبلي، رافق الشاب سراج جده علي وردي خان في عملياته العسكرية ضد إمبراطورية الماراثا في سنة 1746، وفي 1750 ثار سراج ضد جده واستولى على باتنا، لكنه سرعان ما استسلم فعُفي عنه، أعلن علي وردي خان في مايو 1752 تعيين حفيد سراج ولي عهد لنواب البنغال، توفي علي وردي خان لاحقًا في 9 أبريل 1756 عن عمر يناهز الثمانين. 

## عهده

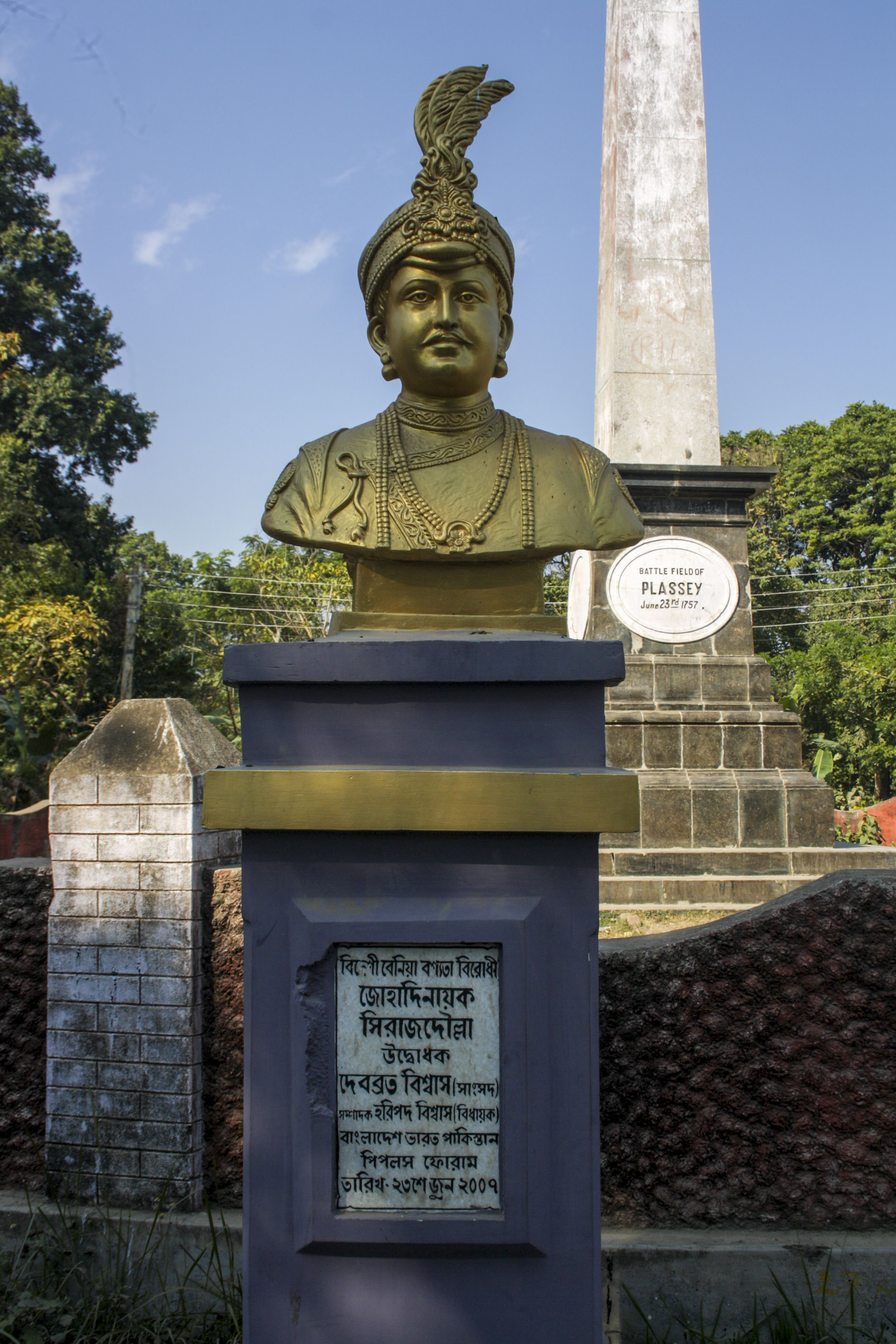
تمثال سراج الدولة، وفي الخلفية نصب تذكاري لمعركة بلاسي، منطقة نادية في ولاية البنغال الغربية.

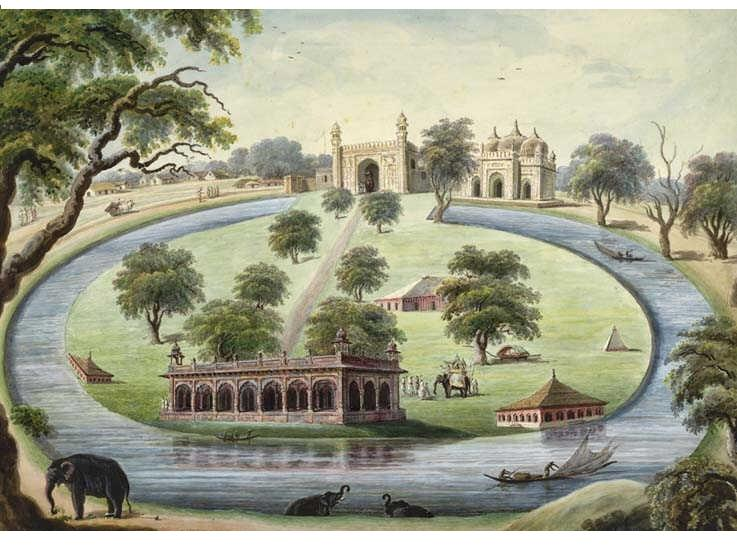
لوحة بانورامية لقصر موتيجيل والمسجد والمقبرة، وتحيط بهم البحيرة.

أثار وصول سراج الدولة لعرش نواب البنغال، غيرة الكثير من النبلاء ورجال السلطة، على رأسهم خالته مهر النساء بيغوم، وقائد جيشه مير جعفر، وابن خالته شوكت جانغ، كانت شرف النساء بيغوم تمتلك ثروة طائلة هي مصدر نفوذها وقوتها، لذلك وبعد أن شعر سراج بخطورة المعارضة التي تقودها، أمر باعتقالها وسجنها ثم صادر جميع أموالها، كما أجرى تغييرات في المناصب الحكومية العليا من خلال إعطائها لمن يثق به من رجاله، فعيّن مير مادان في منصب باكشي (مدير رواتب الجيش) بدلاً من مير جعفر، ورقى موهانلال الهندوسي إلى رتبة بيشكار (كاتب ديوان المحكمة) والذي كان له تأثير كبير في الشؤون الإدارية، وفي النهاية تمكن سراج من شوكت جانغ حاكم بورنيا وقُتل في إحدى المعارك.

### الثقب الأسود فيكلكتا

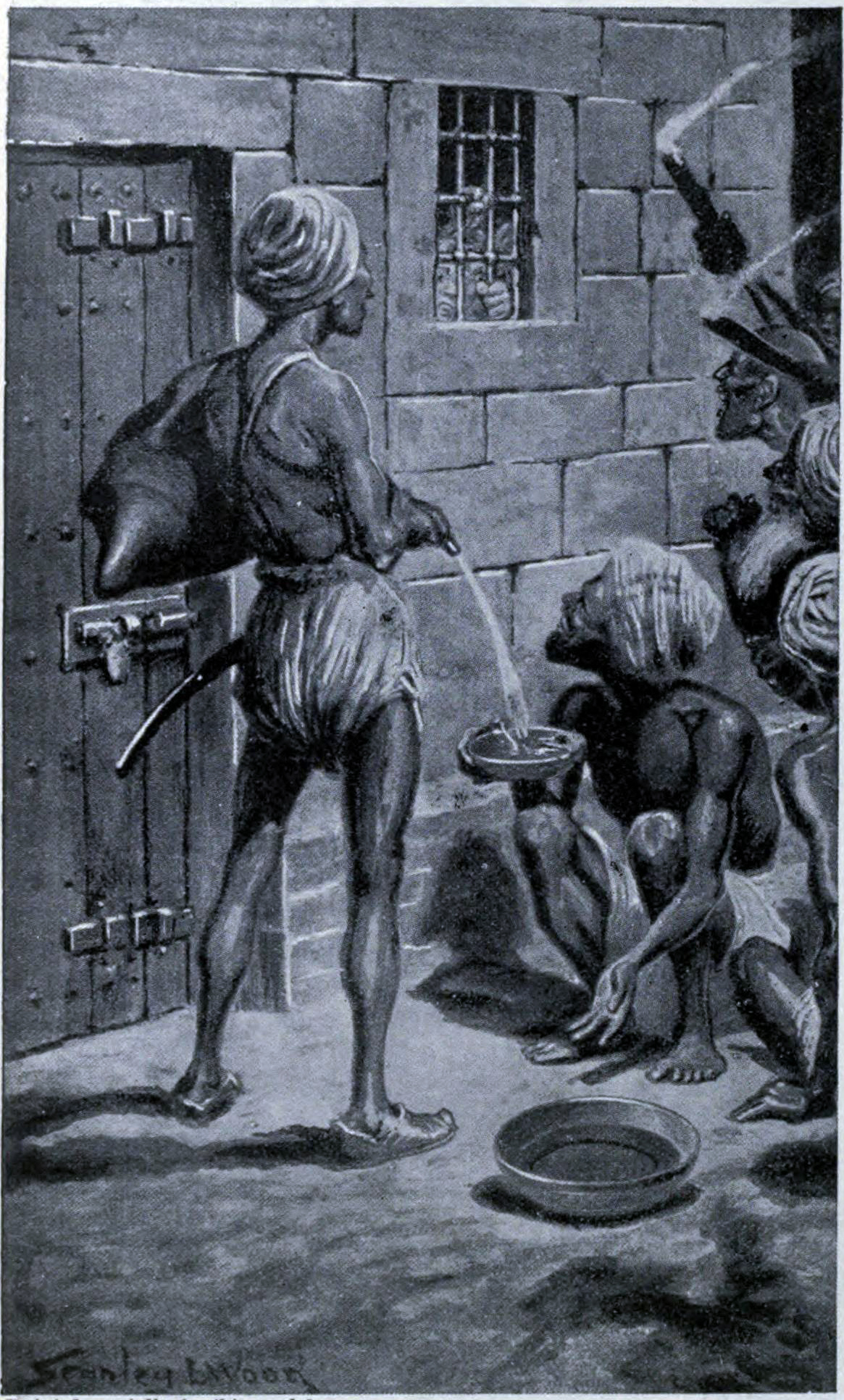
الثقب الأسود في كلكتا، 20 يونيو 1756.

خلال هذه الفترة، كانت شركة الهند الشرقية البريطانية تزيد من نفوذها وقوتها في شبه القارة الهندية، ولا سيما في البنغال، وسرعان ما شعر سراج بالاستياء من الوجود السياسي والعسكري لشركة الهند الشرقية في البنغال، وغضب من تورط الشركة المزعوم مع بعض النبلاء المحيطين به للتآمر عليه والإطاحة به، كانت اتهاماته الموجهة ضد الشركة بشكل عام ثلاثة:
- أولًا: إنهم عززوا التحصينات حول حصن وليام دون أي إشعار أو موافقة من نواب البنغال.
- ثانيًا: أساءوا استغلال الامتيازات التجارية الممنوحة لهم من قبل إمبراطورية المغول الأمر الذي تسبب في خسارة فادحة في الرسوم الجمركية الحكومية.
- ثالثًا: وفروا المأوى لبعض ضباطه الفارين المطلوبين بقضايا فساد. [7]

ومن ثم عندما بدأت شركة الهند الشرقية في زيادة تعزيز قوتها العسكرية في حصن وليام بكلكتا، أمرهم سراج الدولة بالتوقف، لكن الشركة لم تستجب لتوجيهاته؛ لذلك انتقم سراج من الشركة بالهجوم والاستيلاء على كلكتا لفترة قصيرة من البريطانيين في يونيو 1756، حشد قوات نواب البنغال واستولى على حصن وليام، ووضع الأسرى البريطانيين في زنزانة السجن كحجز مؤقت تحت إشراف قائد محلي، ولكن بسبب سوء الإدارة واضطراب الأوضاع الأمنية تُرك الأسرى في السجن بلا أي رعاية أو اهتمام الأمر الذي تسبب بوفاة الكثير منهم بين عشية وضحاها.
السير وليام ميريديث المكلف بالتحقيق البرلماني حول تصرفات روبرت كلايف في الهند، أكد براءة سراج الدولة من أي تهم تتعلق بحادثة الثقب الأسود حيث يقول: " اتُفق على إبرام  معاهدة سلام مع سراج الدولة، لكن السفراء الذين ذهبوا لتوقيع هذه الاتفاقية، حاكوا خيوط المؤامرة التي راح ضحيتها سراج الدولة وحُرم من حياته ومملكته." 

### مؤامرة بريطانية
غضب سراج الدولة من البريطانيين بسبب هجومهم على مستعمرة تشاندرناغور الفرنسية، كان يرى أنه يجب أن تبقى أراضي نواب البنغال بعيدة عن تأثيرات حرب السنوات السبع، وبعد انعدام الثقة بين البريطانيين وسراج الدولة تيقن الآن أنه  بحاجة إلى تقوية موقفه عبر إقامة تحالف ضد البريطانيين، بدأ سراج مفاوضات سرية مع الفرنسيين عبر جان لو رئيس المصنع الفرنسي في كوسيمبازار، لم يستطع سراج حشد قواته بشكل كامل ضد البريطانيين لأنه كان يخشى من هجوم مباغت على أحد أجنحته الضعيفة وذلك لتعدد الجبهات المعادية، فعلى الجبهة الشمالية خاف سراج الدولة من هجوم الأفغان تحت قيادة أحمد شاه دوراني، ومن الغرب خشي غزو إمبراطورية الماراثا.       
ازداد سخط نبلاء البلاط ضد سراج، وكان تجار البنغال في قلق دائم على ثروتهم في عهده، على عكس الوضع في عهد جده علي وردي خان، لذا تعاقد التجار مع القائد العسكري يار لطف خان للدفاع عنهم في حالة تعرضهم للتهديد بأي شكل من الأشكال.  أبلغ وليام واتس سفير الشركة في بلاط سراج الدولة، قائده كلايف عن مؤامرة يدبرها نبلاء البلاط للإطاحة بالحاكم، وكان على رأس المتآمرين مير جعفر  قائد الجيش، ومعه عدد الضباط والنبلاء وكبار التجار. عندما تواصل مير جعفر مع البريطانيين بخصوص هذه المؤامرة، أحاله كلايف إلى اللجنة المختارة في كلكتا في 1 مايو لدراسة الأمر، أصدرت اللجنة قرارًا لدعم التحالف وأبرمت معاهدة بين البريطانيين ومير جعفر لرفعه إلى عرش نواب البنغال مقابل دعمه للبريطانيين في ميدان المعركة، وإغداقهم بمبالغ مالية كبيرة كتعويض عن الهجوم على كلكتا، في 2 مايو، أخلى كلايف معسكره وأرسل نصف القوات إلى كلكتا والنصف الآخر إلى تشاندرناغور.    

### معركة بلاسي

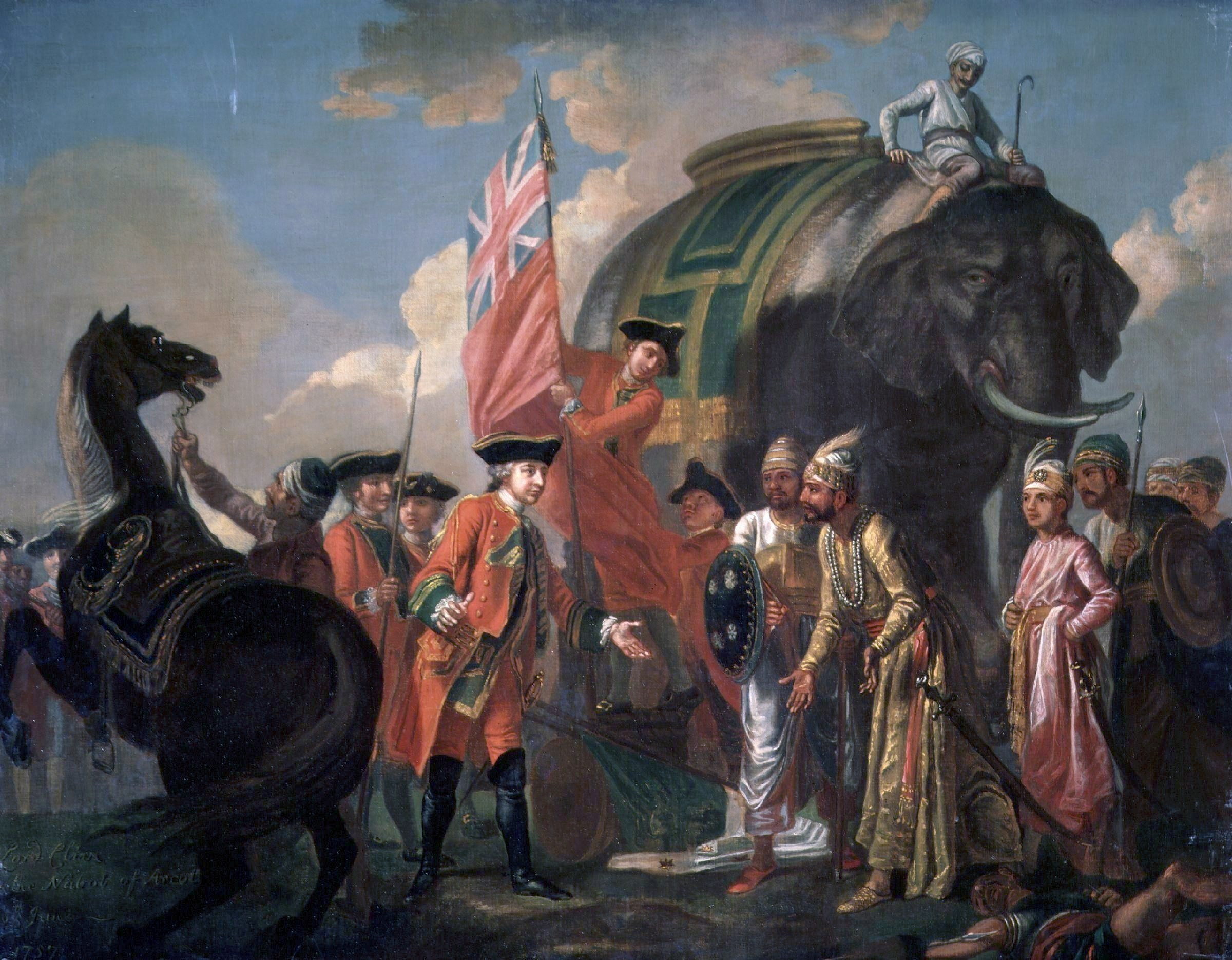
روبرت كلايف يلتقي بمير جعفر بعد معركة بلاسي.

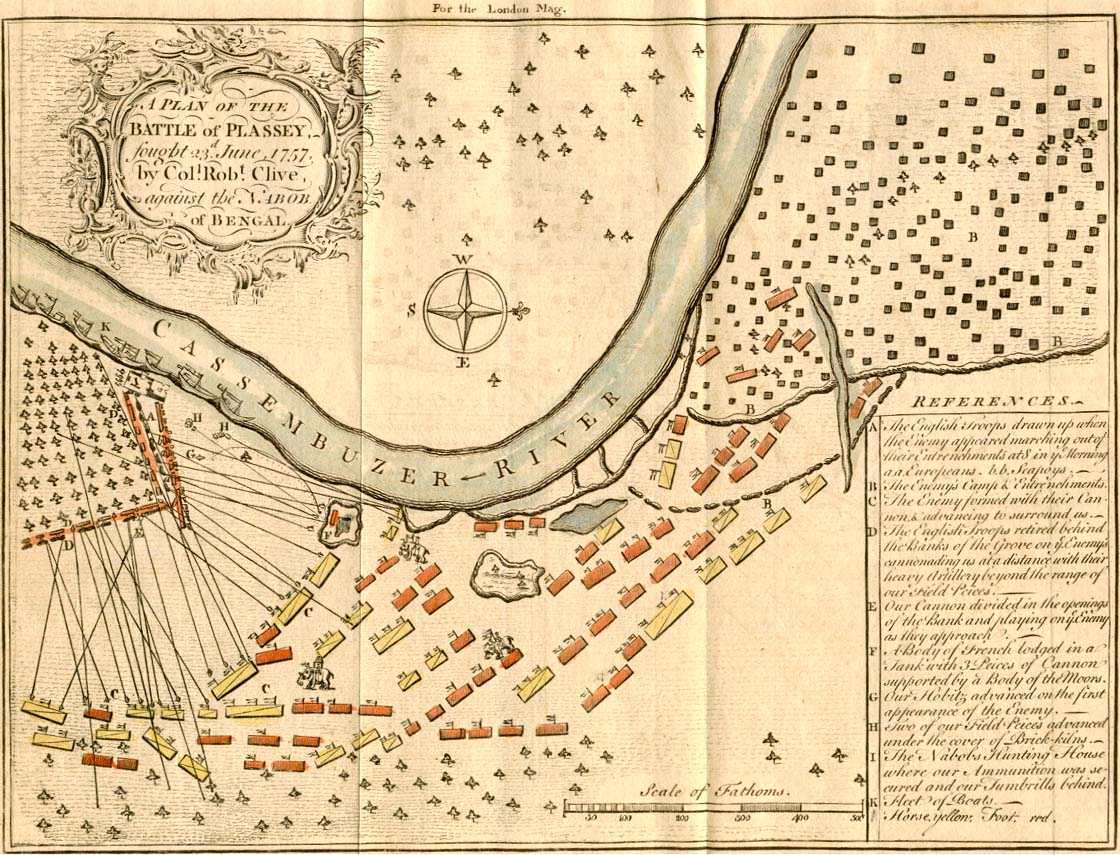
خطة معركة بلاسي.

تعتبر معركة بلاسي نقطة تحول محورية في تاريخ شبه القارة الهندية وإيذانا ببدء الحكم البريطاني في الهند، بعد غزو سراج الدولة لكلكتا أرسل البريطانيون تعزيزات عسكرية من مدينة تشيناي لاستعادة الحصن والانتقام من الهجوم، التقى سراج الدولة المنسحب من كلكتا بالبريطانيين في بلاسي، وأقام معسكره على بعد 27 ميلاً من عاصمته مرشد أباد، وبتاريخ 23 يونيو 1757 يوم المعركة استدعى سراج الدولة مير جعفر بعد السقوط المفاجئ لقائد المدفعية الضابط مير مادان خان الذي كان رفيقًا عزيزًا لسراج في المعارك، طلب سراج الدولة المساعدة من مير جعفر، لكن مير جعفر نصحه بالتراجع والانسحاب، استجاب سراج لنصيحة القائد العام لجيشه وأعطى أمره بالتوقف عن القتال والانسحاب ولم يعلم بأنه ارتكب خطأ فادحًا بإعطائه لهذا الأمر، بعد أمره عاد الجنود إلى معسكراتهم، وفي تلك اللحظة الحاسمة هاجم البريطانيون بقيادة روبرت كلايف جيش نواب البنغال المتراجع. 
وتحت هذا الهجوم المفاجئ، وقعت البلبلة والاضطراب في صفوف جيش سراج المنسحب بغير تنظيم وانضباط ولم يعد يفكر في القتال، انسحب العدد الكبير من الجيش، ومما زاد الطين بلة خيانة القائد العام للجيش مير جعفر ومن معه من الضباط والجنود؛ خسر سراج المعركة واضطر للهروب، ذهب أولاً إلى مرشد أباد وتحديداً إلى  قصره المسمى موتيجيل (بحيرة اللؤلؤ)، أمر كبار قادته باستنفار قواتهم لأجل حمايته وحفظ سلامته، لكن نظرًا لأنه خسر المعركة وفقد سلطته في بلاسي، كانوا مترددين في إطاعة أوامره، نصحه البعض بتسليم نفسه للإنجليز، لكن سراج ساوى ذلك بالخيانة، اقترح آخرون عليه تشجيع الجيش بمكافآت أكبر، الفكرة التي لاقت استحسانه. ومع ذلك، تقلصت أعداد حاشيته بشكل كبير، سرعان ما أرسل معظم أهله ونساءه رفقة الذهب والفيلة إلى بورنيه تحت حماية القائد موهانلال، بعد ذلك مع زوجته لطف النساء وعدد قليل من حاشيته، بدأ سراج هروبه نحو باتنا بالقوارب، لكن جنود مير جعفر كانوا أسرع منه ووصلوا إليه قبل أن يغادر فألقوا القبض عليه وأعادوه إلى القصر حيث حبسوه. 

## مقتله

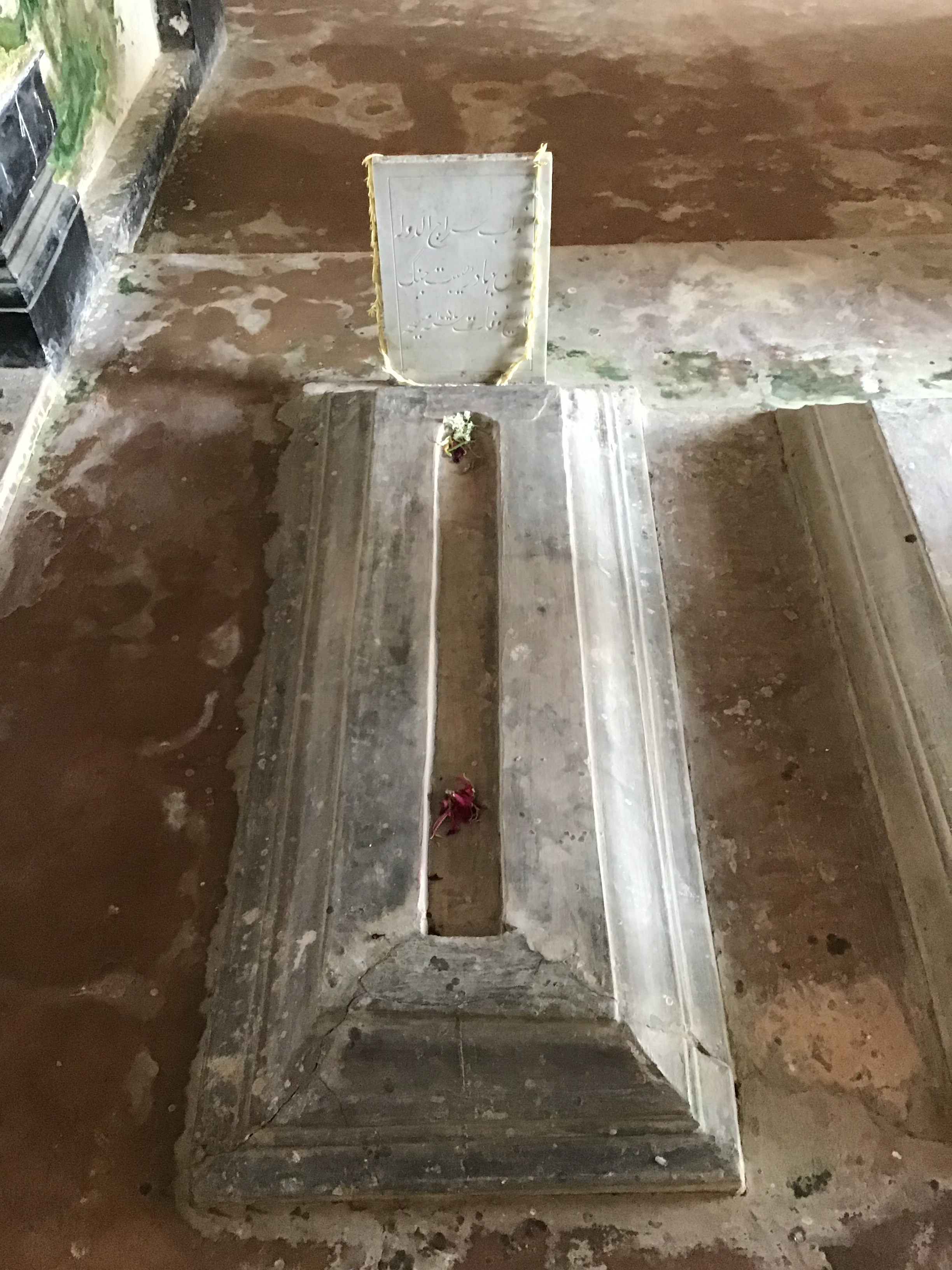
قبر سراج الدولة

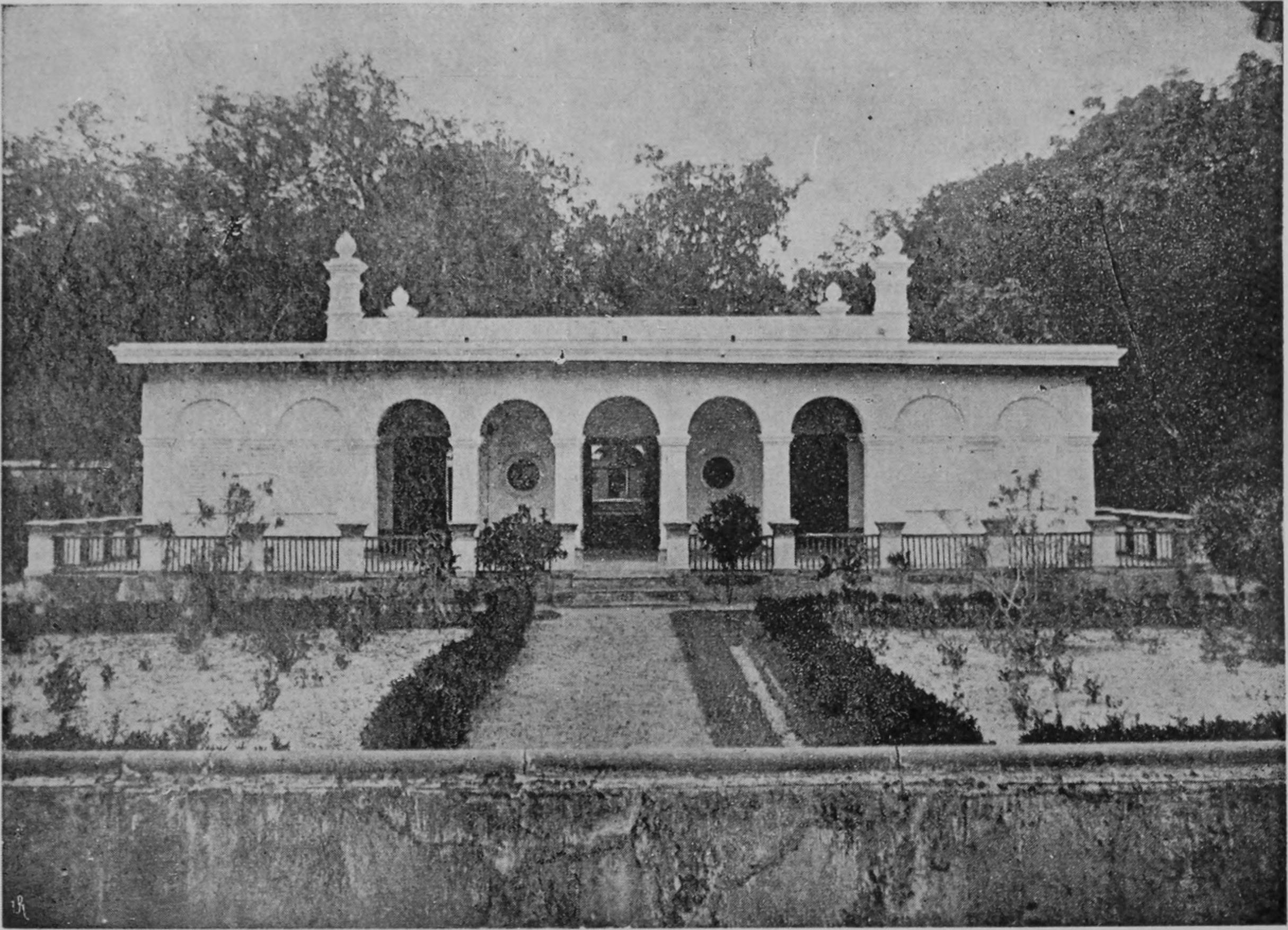
ضريح سراج الدولة في خوشباغ

أمسك مير جعفر بسراج الدولة وأخرجه من السجن، وقيده بسلسلة من خصره ونقله قسرًا إلى مقر إقامته في ناماك حرم ديورهي، أعدم سراج الدولة في 2 يوليو 1757 من قبل محمد علي بيك بأمر من مير ميران  نجل مير جعفر كجزء من الاتفاقية بينهم وبين شركة الهند الشرقية البريطانية.
يقع قبر سراج الدولة في خوشباغ، مرشد أباد. ضريحه بسيط من طابق واحد ومحاط بالحدائق. 

## النقد
في عام 1985، كتب ساركار: 
بعد وفاة علي وردي خان، أصبح حفيده غير الناضج نواب البنغال، واتخذ لنفسه لقب سراج الدولة، بالإضافة إلى صغر سنه، كان لديه العديد من العيوب في شخصيته وإدارته.
المؤرخ سوشيل تشودري يجادل بأن الزعم أن شخصية سراج الدولة كانت شريرة وخسيسة هو تشويه تاريخي. 

## إرثه
مع ازدياد قوة حركة استقلال الهند، اكتسب سراج الدولة مع السلطان تيبو بالإضافة إلى أبطال الحرب الأولى لاستقلال الهند بما في ذلك الإمبراطور المغولي الأخير محمد بهادر شاه، مكانة بارزة كأشخاص قاوموا الإمبريالية الأوروبية.

### معالم تحمل اسمه
- كلية سراج الدولة، في كراتشي، باكستان
- كلية نواب سراج الدولة الحكومية، في ناتور، [21] بنغلاديش
- مسجد سراج الدولة، بنغلاديش
- طريق سراج الدولة، في كراتشي [22]
- حديقة سراج الدولة ، دكا القديمة، [23] بنغلادش
- قاعة سراج الدولة، جامعة شير بنجلا الزراعية، [24] بنغلاديش
- كلية نواب سراج الدولة، في كوشتيا، بنغلاديش
- مستشفى نواب سراج الدولة، [25] بنغلادش